# Urhobos

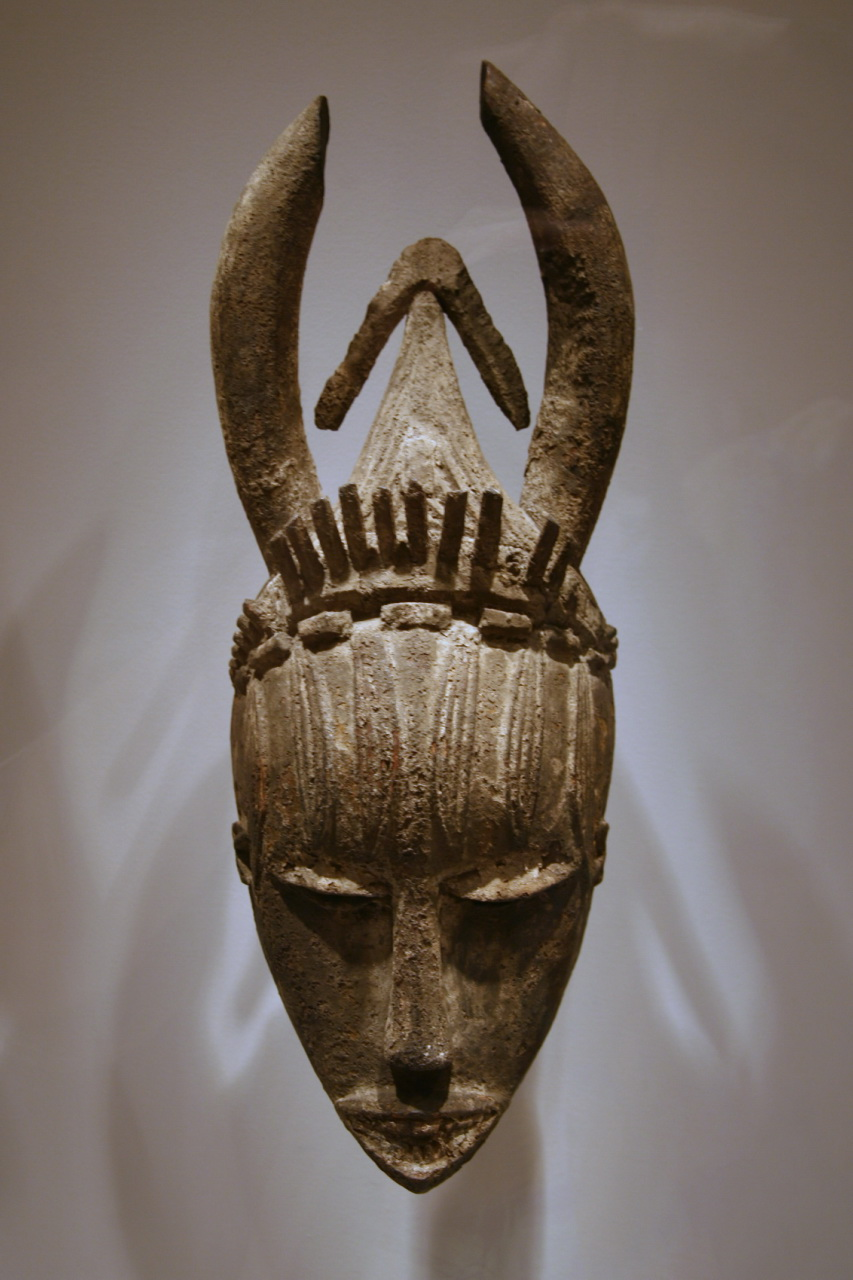
Una màscara urhobo

Els urhobos són els membres d'un grup ètnic que viuen al nord-oest del Delta del Níger, al sud de Nigèria. Els urhobos són el grup ètnic principal de l'Estat del Delta. Els urhobos parlen l'urhobo, una llengua nigerocongolesa. Els urhobos estan relacionats culturalment i lingüísticament amb els isokos i els missioners els van confondre i els van anomenar els dos com a sobos. Aquest nom és molt refusat pels membres dels dos grups ètnics, que són diferents en la seva economia, organització social, dialecte i orígens. La nació urhobo està composta per 22 subgrups, entre els quals destaquen els okpes. A més a més de tenir la seva pròpia llengua, és característic que ells parlen un estil únic de pidgin nigerià basat en l'anglès. Com a resultat del seu estil lingüístic únic, els seus noms també són únics. Per exemple, el nom Onaodowan és característic d'una família de Warri i els Onomakpome és un nom familiar de Sapele.
Segons el cens del 2006, hi ha més de 3 milions d'urhobos i aquests esdevenen un dels deu principals grups ètnics del país. La paraula urhobo es refereix a un grup humà i no a un territori geogràfic. Els urhobos tenen afinitat cultural amb els parlants d'edo. Avui en dia, els urhobos viuen entre les latituds 6º i 5° 15′ Nord i les longitud 5º40' i 6°25′ Est, a l'Estat del Delta de Nigèria. Els seus grups humans veïns són: els isokos, al sud-est; els itsekiris, a l'oest; els binis, al nord; els ijaws, al sud i els ukwanis (kwale-aboh), al nord-est. El territori urhobo consisteix en boscocs sobretot d'arbres d'oli de palma que és utilitzada per a una indústria productiva. El territori està cobert per una xarxa de corrents d'aigua i a nivell climàtic, té una estació humida, entre abril i octubre, i una estació seca, entre el novembre i el març.

## Història

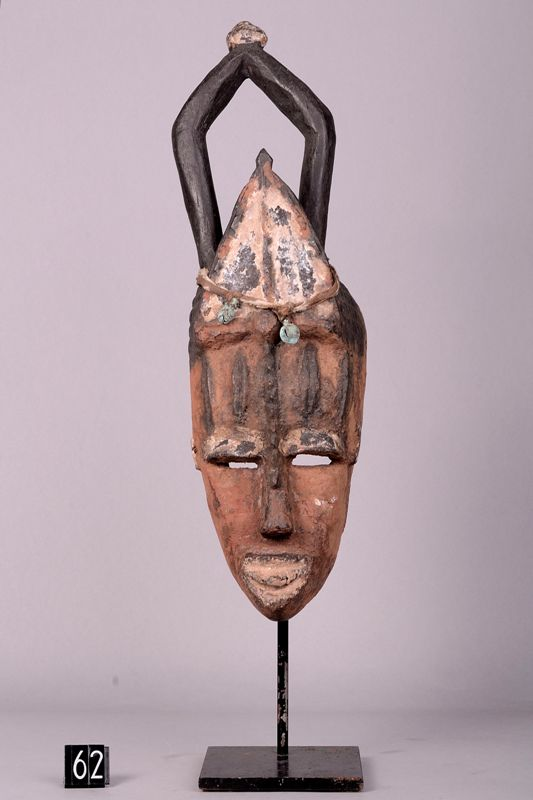
màscara urhobo

La història dels urhobos ha estat poc documentada, ja que no disposaven de documentació escrita. Els primers documents que en parlen són dels Europeus que en van parlar. Ja el 1505, Pereira va observar que la terra interior entre el riu Forcados era habitada pels subou o sobo, un nom que es va canviar per urhobos el 1938. A més a més, la història oral urhobo no parla del seu primer avantpassat i es limita a dir que "nosaltres som urhobos" o "nosaltres som coneguts com a urhobos".
Es creu que la història dels urhobos començà en un territori edo, particularment de l'antiga ciutat d'Udo i de Benin City. Al final de la dinastia Ogiso, molts urhobos i grups edos van abandonar Udo en diferents direccions, a la recerca de territoris més pacífics. Els urhobos van marxar sota el lideratge de diferents governants en diferents direccions per a fundar organitzacions governamentals separades. Quan van emigrar de Benin es van trobar amb poblacions d'edo-parlants.
La tradició dels urhobos explica moltes històries sobre els pobladors del seu territori: eren pobles autònoms que es consideraven urhobos i que no coneixien la història de les migracions de ningú més. Aquesta tradició, que no està documentada ni té evidències arqueològiques, es refereix al suggeriment de Hubbard (1948) que característiques distintives de les diverses tribus urhobos i isokos foren el resultat d'una imposició superior d'immigracions d'ijaws, igbos i edos sobre un territori que estava poblat per parlants de dialectes edos.
Amb la incorporació i absorció dels immigrants i les seves llengües, els urhobos van integrar i validar altres tradicions en el seu propi origen. L'estructura de les idees urhobos sobre la sevallengua i cultura impliquen enllaços entre ells i els seus veïns, sobretot els pobles edo-parlants.

## Govern indígena i política

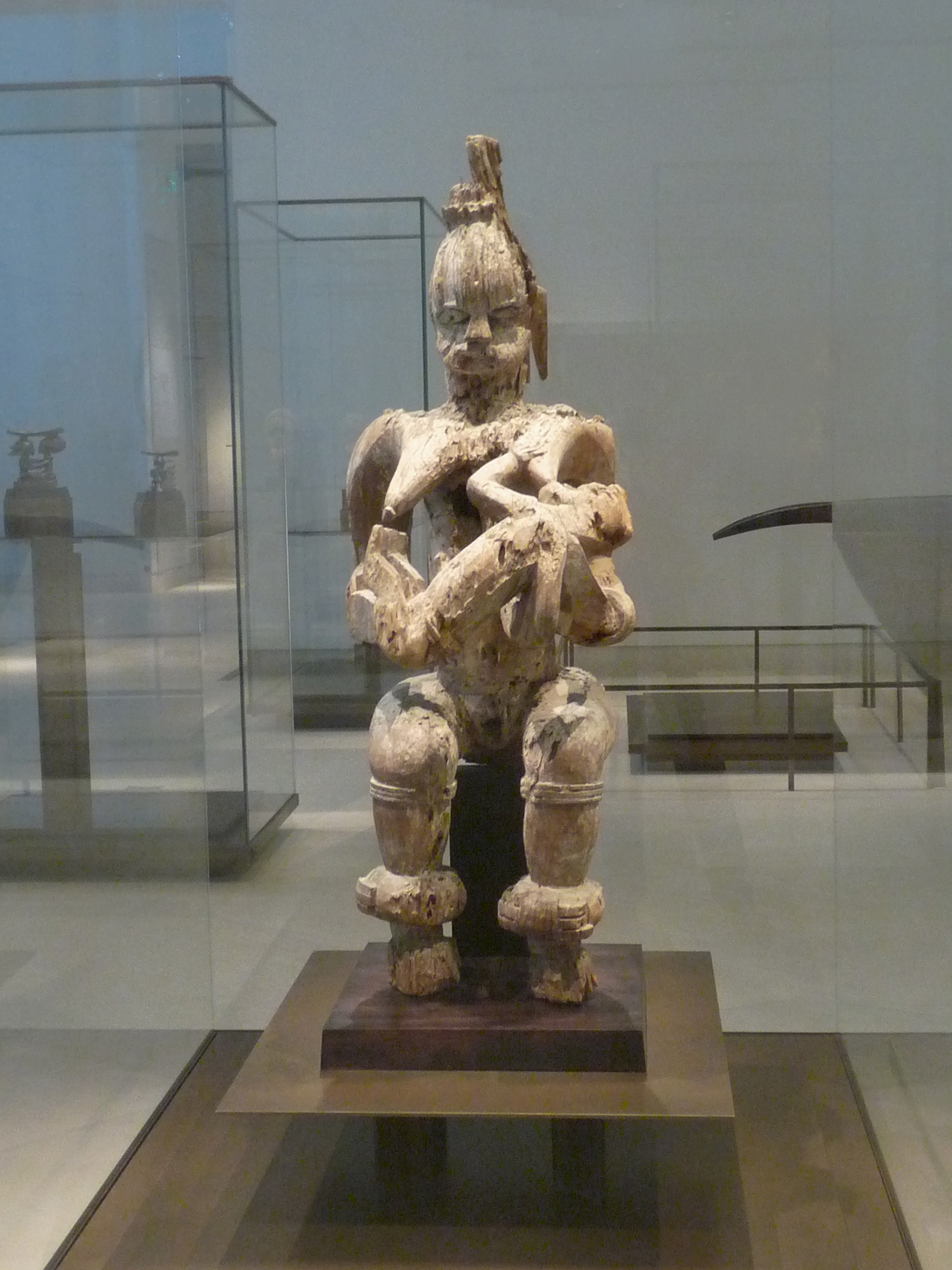
escultura urhobo

En l'actualitat els urhobos estan organitzats com a reialmes polítics, gerontocràcia i plutocràcia. La gerontocràcia és un govern en mans dels ancians basat en un sistema de graus per edat i les plutocràcies són un sistema de govern en mans dels rics, en una forma que encara reté elements de la gerontocràcia. A les dècades de 1940 i 1950 va ser quan el desenvolupament d'aquest sistema de govern va arribar al seu clímax.
Els polítics urhobos i la seva estructura governamental existeix a dos nivells: a)Nivell de Regne i b)Nivell local. Els homes i dones urhobos estan organitzats en un sistema de graus segons l'edat (gerontocràcia) i la riquesa (plutocràcia). Els títols dels urhobos són ovie (rei) (la principal figura polític del regne), els otota (consellers), els ikoikpokpo (jutges) i els ogbu (guerrers). També hi ha altres títols polítics que defineixen diferents regnes. En l'aspecte judicial, els urhobos tenen dret civil i criminal.
Els Urhobos tenen 24 regnes. A la primavera del 2014, 20 dels seus reis es van reunir en Consell General per a decidir que el proper governador estatal de l'estat del Delta que es votaria el 2015 hauria de ser urhobo.
A banda dels polítics i governants tradicionals, els urhobos també han conformat partits polítics que aspiren a governar la política de l'estat del Delta. Entre ells hi ha la Unió per al Progrés Urhobo (Urhobo Progress Union - UPU). El seu secretari nacional, el 2014 és Mike Ederiwhevwe, que va ser objecte d'un segrest aquest mateix any.

## Localització i subdivisió
Segons el professor Peter Palmer Ekeh, els urhobos viuen en els boscos tropicals atlàntics que van des de l'actual Senegal fins a l'actual Angola.
La majoria dels urhobos viuen al sud-oest de l'estat del Delta i a la zona de Sagbama de l'estat de Bayelsa, al Delta del Níger. Molts viuen a les Àrees de govern local d'Ughelli North, d'Ughelli South, de Warri South, d'Ethiope East, d'Ethiope West, d'Okpe, d'Udu, d'Uwvie i de Sapele. Algunes de les principals ciutats i poblacions on viuen els urhobos són: Okparabe, Arhavwarien, Warri, Sapele, Abraka, Ughelli, Effurun, Aladja, Ovwian, Orerokpe, Amuekpe, Eku, Oghara, Evwreni, Agbarha-Otor, Agbarho, Okpara Inland, Kokori, Olomi, Kiagboro, Isiokoro, Jesse, Ogharaefe, Effurun-Otor, Ewu, Jeremi, Emadadja, Okwagbe, Orogun, Owahwa, Otogor, Edjekota-Ogor, Ofone, Otor-Udu, Ekpan, Jeddo, Uwheru i Urhowhorun.
Els 22 subgrups urhobos, amb les seves capitals tradicionals i la correspondència amb les actuals àrees de govern local són:
| Divisions culturals | Capital tradicional | Àrea de Govern Local |
| ------------------- | ------------------- | -------------------- |
| Agbarha-Ame         | Otovwodo-Agbarha    | Warri South          |
| Agbarha Otor        | Agbarha-Otor        | Ughelli North        |
| Agbarho             | Orho-Agbarho        | Ughelli North        |
| Agbon               | Isiokoro            | Ethiope East         |
| Arhavwarien         | Arhavwarien         | Ughelli South        |
| Avwraka             | Otorho-Avwraka      | Ethiope East         |
| Ephron              | Ehrontor            | Ughelli South        |
| Evwreni             | Evwreni             | Ughelli North        |
| Eghwu               | Otorho-Eghwu        | Ughelli South        |
| Idjerhe             | Idjerhe             | Ethiope West         |
| Oghara              | Oghareki            | Ehitope West         |
| Ogor                | Otogor              | Ughelli North        |
| Okere-Urhobo        | Okere               | Warri South          |
| Okparebe            | Okparebe            | Ughelli South        |
| Okpe                | Orerokpe            | Okpe i Sapele        |
| Olomu               | Otorere-Olomu       | Ughelli South        |
| Orogun              | Orogun              | Ughelli North        |
| Udu                 | Otor-Udu            | Udu                  |
| Ughelli             | Otovwodo            | Ughelli North        |
| Ughievwen           | Otughievwen         | Ughelli South        |
| Uvwie               | Effurun             | Uvwie                |
| Ughwerun            | Ughwerun            | Ughelli North        |

## Població
Tot i que habitualment es considera que hi ha uns tres milions d'urhobos, algunes fonts afirmen que n'hi ha uns quatre milions i mig.

### Religió
L'adoració de l'"Ọghẹnẹ" (déu suprem totpoderós) és el focus principal de la religió tradicional urhobo. Tot i això, reconeixen altres "edjo" i "erhan" (divinitats), algunes de les quals a vegades són vistes com a atributs personificats d'"Ọghẹnẹ". A més a més també adoren el deu "Orhen" (guix blanc). Si un urhobo se sent oprimit per algú, es dirigeix a "Ọghẹnẹ", que és considerat com a jutge imparcial. Els déus urhobos es poden classificar en quatre principals categories, que segurament coincideixen amb el desenvolupament històric del seu poble: déus "guidian", déus de la guerra, déus de la prosperitat i la fertilitat i déus ètics.
El culte als avantpassats (Esemo i iniemo) es diu Erivwin. Aquest és un altre element bàsic del sistema de creences urhobo. Es creu que els morts estan vius i que observen els membres actius de la família i els cuiden. Els urhobos creuen que els homes són duals i que en realitat són dos éssers:
- Cos físic - Ugboma.
- Cos espiritual - Erhi.

L'esperit és el que té a les seves mans el destí de l'home i controla la seva autorealització abans de ser encarnat en aquest món. Els erhi també controlen tots els éssers (ufuoma) de l'home. Ọghẹnẹ és com un Monarca que governa el destí de l'esperit de l'home.
En el món dels esperits (erivwin), el destí de l'home està escrit i segellat. Al final de la jornada de l'esperit després de la transició, els urhobos creuen que el cos físic (ugboma) defalleix, mentre que el Erhi és indestructible i torna al món dels esperits amb els avantpassats. Els funerals són rituals per a preparar el retorn de l'Erhi al món espiritual.
Els urhobos creuen que hi ha 1.261 ejo (déus).
Els urhobos també practiquen l'endevinació epha, que és una pràctica similar a la que practiquen els iorubes i molts altres grups ètnics de l'Àfrica Occidental.
Tot i això, el pensament occidental i el cristianisme ha influenciat i penetrat molt en les comunitats urhobos. Els urhobos practiquen el cristianisme, tant catòlic com evangèlic.

## Cultura
Els urhobos viuen molt a prop del riu Níger i moltes de les seves històries, mitologies i filosofies estan relacionades amb l'aigua. Tenen un festival anual dedicat a la pesca que inclou mascarades, pesca, curses de natació i danses. El festival Ohworu és un festival anual que dura dos dies que se celebra a la zona meridional urhobo en la que s'escenifica l'esperit de l'aigua, Ohwordu.
El rei d'un clan urhobo es diu ovie. La reina, la seva esposa es diu ovieya i els seus fills, Ọmọ Ovie. Tot i això, aquest nom a vegades també es dona a infants sense arrels reials.
En altres subgrups urhobos el rei té altres títols diferents, per exemple, els okpes anomenen el seu cap com Orogie, els olomus l'anomenen Ohworode i els Okere-urhobos l'anomenen com Orosuen.

### Matrimoni
Abans del matrimoni, segons la cultura urhobo, aquest ha d'estar contractat i s'han d'haver fet ofrenes i pregàries als avantpassats i a Déu. El ritual de matrimoni (Udi Arhovwaje) es fa a la casa dels avantpassats patrilineals de la noia.
En el dia acordat, el promès, amb els seus parents i amics a la casa del pare de la promesa amb begudes, sal, nou de kola i coses necessàries per a la cerimònia matrimonial. En aquest dia, els parents de la noia donen l'aprovació formal al matrimoni i fan una libació amb alcohol que ha portat el nuvi en honor dels seus avantpassats per a donar-los sort, salut i fills. Només si es fa això, el marit podrà reclamar que se li tornin els diners si el matrimoni es trenca. Només el cos físic de la dona és el que es casa, l'erhi continua a la família en la qual ha nascut, per això, en el moment de la seva mort, és retornada a la llar dels seus pares.
A la llar ancestral de l'home, la dona és benvinguda com a part de la família pel seu membre més vell. A aquí, s'espera que ella confessi tots els afers amorosos anteriors (i posteriors) perquè sigui absolta dels seus errors. Així, ella esdevé un membre de ple dret de la família del seu marit i a partir d'aquest moment està protegida pels protectors sobrenaturals (erivwin) de la seva nova família. Aquest ritu simbolitza un acord entre la dona i els Érivwin de la família del seu marit.
Si posteriorment es prova que la dona no és bona, podrà ser castigada pels erivwin; aquesta és la raó per la qual es creu que les dones urhobos casades són molt fidels als seus marits.

### Calendari urhobo
L'Okpo (setmana) urhobo té quatre dies. Aquesta regula els cicles de mercats, de celebracions religioses, matrimonis i altres aspectes de la vida comunitària. Els quatre dies de la setmana urhobo són edewo, edirou, eduhre i edebi. Segons la mitologia urhobo, edewo i eduhre són dies sagrats de les divinitats, esperits i avantpassats. La majoria dels mercats se celebren aquests dies. Els avantpassats són venerats en el dia d'edewo. La majoria dels rituals religiosos se celebren en eduhre.
Es creu que les divinitats (esperits) són molt actius en els conreus i boscos durant l'edewo i l'eduhre, per això, les comunitats agràries rarament treballen aquests dies per no destorbar els esperits.
Els emeravwe (mesos) urhobos tenen 28 dies. La majoria dels festivals anuals se celebren durant els mesos d'Asa, Eghwre, Orianre i Urhiori. Aquests són mesos en què l'activitat agrària és baixa i per això els agricultors tenen temps lliure per a participar en les festes. També hi ha mesos que honoren els désus de la terra i les forces espirituals que ajuden a una bona collita.

### Alimentació
Com la majoria dels grups ètnics de Nigèria, es considera que algun menjar és particular i originari d'algun grup ètnic particular. Per exemple, el nyam picat i la sopa egusi és particular dels igbos; l'Ẹbà (plat fet de mandioca) i la sopa ogbono dels esans. Els menjars que són considerats urhobos són l'ukhodo (tipus de nyam cuinat amb cumbopogon i potassa) i l'Oghwevwri (midó de mandioca amb sopa d'oli de palma amb peix sec o fumat, carn, espècies i potassa). També mengen altres sopes d'oli de palma (amiedi i banga soup).

## Mitjans de comunicació i recursos sobre els Urhobos a internet
Els urhobos tenen diversos mitjans de comunicació propis. A internet trobem els diaris Urhobo Times i Urhobo Today.
A internet, hi destaca el portal de la Societat Històrica Urhobo, Waado.org, en el que hi ha molta informació sobre la història, cultura i societat urhobo, amb múltiples enllaços a altres recursos i que ha obtingut un premi a l'excel·lència educativa per part d'AmericanUniversity.net. Una altra pàgina web interessant és un diccionari urhobo-anglès que hi ha a urhobo.net i Glosbe.com ofereix un altre diccionari urhobo-anglès en línia a internet.
A altres països, la Societat Històrica Urhobo de Londres, al Regne Unit ha creat el portal d'internet Urhobo Bridge UK Ltd, l'Associació Urhobo de Nova York, Nova Jersey i Connecticut té el portal d'internet The Urhobo People i a l'estat de Geòrgia hi ha la Urhobo Associationa of Georgia, que forma part de l'Aliança de les Organitzacions Nigerianes de Geòrgia (ANOG). En aquest país també hi ha presència de l'organització nacional urhobo, Urhobo Progress Union America
El Museu d'art de la Universitat de Iowa, dins la seva pàgina Art & Life in Africa, té una mostra dels objectes artístics característics dels urhobos.

## Associacions culturals i socials urhobos
Segons la Societat Històrica Urhobo, hi ha les següents associacions culturals i socials urhobos:
- Unió per al Progrés Urhobo (UPU).
- Urhobo Bridge (Regne Unit).
- Assemblea Nacional Urhobo (UNA).
- Club Social Atamu (Lagos, Nigèria).
- CUU Communita' Urhobo Uvwie).
- Congrés Urhobo, Estats Units.
- Fundació Urhobo (UF).
- Societat Històrica Urhobo (UHS).
- Associació Nacional Urhobo (TUNA).
- Associació Nacional Urhobo de Nord-amèrica (UNANA).
- Forum Nacional Urhobo (UNF).
- Unió per al Progrés Urhobo de Nord-amèrica (UPUNA).
- Club Social Urhobo (USC), Lagos, Nigèria.

## Urhobos notables
- Ben Okri, escriptor.[29]
- Blessing Okagbare, atleta, guanyadora de medalles de plata i bronze olímpiques i del campionat del món. Especialitzada en salt de llargada i esprints curts.[30][31]
- Michael Ibru, empresari[32]
- David Ejoor, antic militar i governador de l'antiga Regió del Mig-Oest de Nigèria.[33]
- Felix Ibru, arquitecte, senador i primer governador de l'estat del Delta.
- Fred Aghogho Brume, senador i industrial
- Richard Mofe Damijo, actor i polític
- Ben Okri, poeta i novel·lista
- Gamaliel Onosode, polític i administrador
- Igho Sanomi, empresari i director del Grup Taleveras
- Tanure Ojaide, poeta i escriptor
- Harris Eghagha, soldat i diplomàtic
- M. G. Ejaife, nacionalista urhobo, senador i primer director del College d'Urhobo
- Bruce Onobrakpeya, artista visual, escultor i pintor[34][35]
- Kefee Obareki Don Momoh, cantant de gospel i compositor.